# 애넷 켈러먼

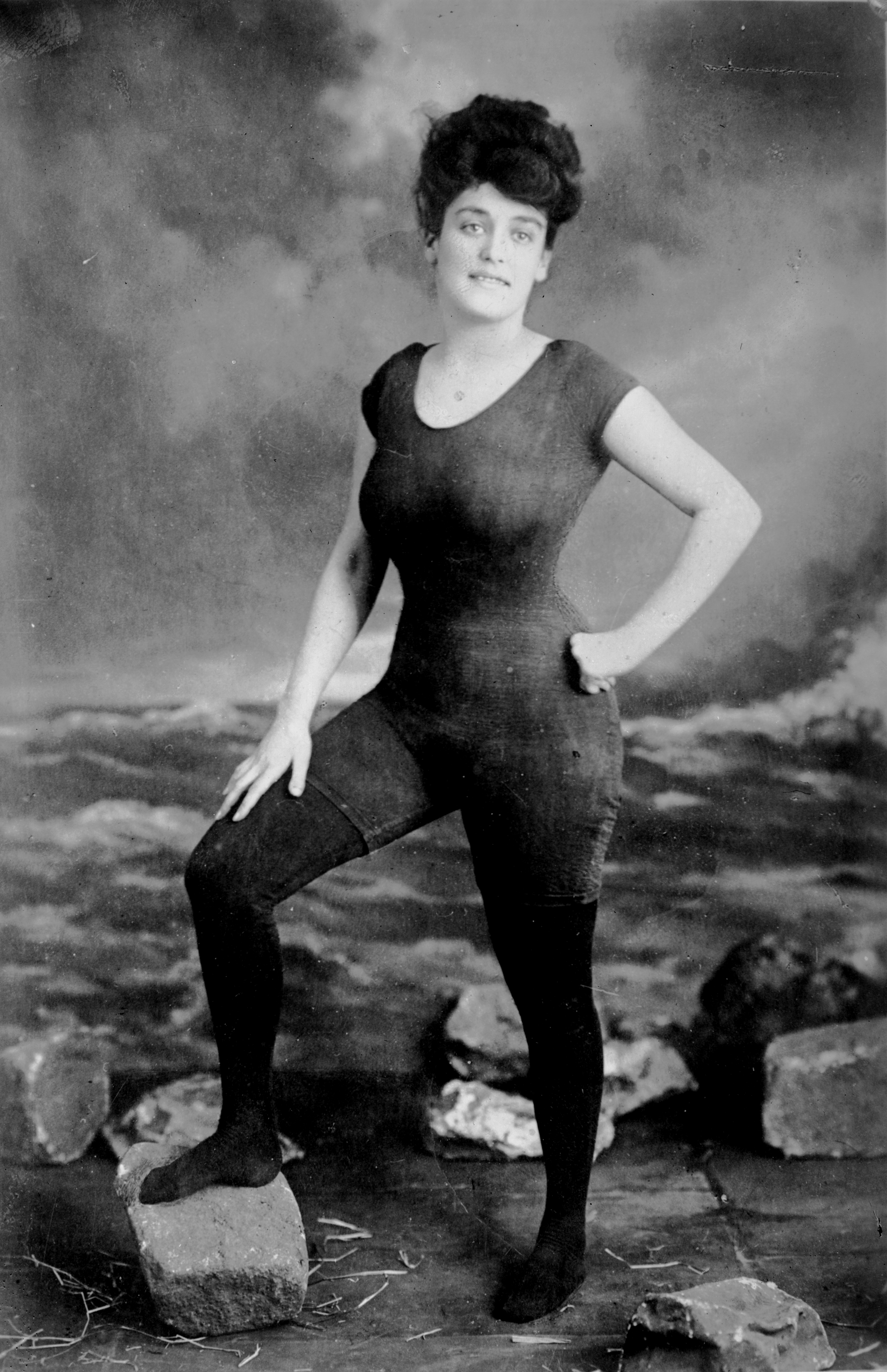
1906년 사진

애넷 마리 세라 켈러먼(영어: Annette Marie Sarah Kellermann, 1886년 7월 6일 ~ 1975년 11월 6일)은 오스트레일리아의 수영 선수 겸 배우이다. 뉴사우스웨일스주 매릭빌에서 태어났다. 원피스 수영복을 대중화하는 데 공헌한 인물로 알려져 있으며 싱크로나이즈드 스위밍의 창시자이기도 하다.